# USS Spinax (SS-489)
USS Spinax (SS-489/SSR-489/AGSS-489) là một  tàu ngầm lớp Tench được Hải quân Hoa Kỳ chế tạo vào giai đoạn cuối Chiến tranh Thế giới thứ hai. Nó là chiếc tàu chiến duy nhất của Hải quân Hoa Kỳ được đặt cái tên này, theo tên một loài trong họ Cá nhám góc. Nó hoàn tất quá trễ để có thể phục vụ trong Thế Chiến II, nhưng đã phục vụ trong giai đoạn Chiến tranh Lạnh và lần lượt được cải biến thành tàu ngầm cột mốc radar với ký hiệu lườn SSR-489 vào năm 1948, tàu ngầm tấn công với ký hiệu lườn SS-489 vào năm 1959, và cuối cùng như một tàu ngầm phụ trợ với ký hiệu lườn AGSS-489 vào năm 1969. Spinax được cho xuất biên chế đồng thời xóa đăng bạ vào năm 1969, và con tàu bị bán để tháo dỡ vào năm 1972.

## Thiết kế và chế tạo

### Thiết kế
Lớp tàu ngầm Tench là sự cải tiến tiếp theo của các lớp tàu ngầm hạm đội   Balao và   Gato, vốn đã chứng minh thành công trong hoạt động chống Nhật Bản tại Mặt trận Thái Bình Dương. Lớp tàu này, tích lũy những kinh nghiệm trong giai đoạn đầu của cuộc xung đột, là lớp tàu ngầm cuối cùng được Hải quân Hoa Kỳ chế tạo trong chiến tranh.
Những chiếc lớp Tench có chiều dài 311 ft 9 in (95,02 m), mạn tàu rộng 27 ft 4 in (8,33 m) và mớn nước tối đa 17 ft (5,2 m), có trọng lượng choán nước 1.570 tấn Anh (1.600 t) khi nổi và 2.414 tấn Anh (2.453 t) khi lặn. Chúng trang bị bốn động cơ diesel Fairbanks-Morse 38D8-⅛ 10-xy lanh chuyển động đối xứng, dẫn động máy phát điện để cung cấp điện năng cho hai động cơ điện, đạt được công suất 5.400 shp (4.000 kW) cho phép di chuyển với tốc độ tối đa 20,25 hải lý trên giờ (37,50 km/h) khi nổi. Khi hoạt động ngầm dưới nước, chúng được cung cấp điện từ hai dàn ắc-quy Sargo 126-cell để vận hành hai động cơ điện Elliott lõi kép tốc độ chậm, có công suất 2.740 shp (2.040 kW) và đạt tốc độ tối đa 8,75 kn (16,21 km/h). Tầm xa hoạt động là 16.000 hải lý (30.000 km) khi đi trên mặt nước ở tốc độ 10 kn (19 km/h) và có thể hoạt động kéo dài đến 75 ngày; tuy nhiên khả năng hoạt động ngầm bị giới hạn bởi dung lượng điện ắc-quy, sẽ cạn trong 48 giờ khi di chuyển với tốc độ 2 kn (3,7 km/h). Chiếc tàu ngầm mang theo tiếp liệu đủ cho mười sĩ quan và 71 thủy thủ trong 75 ngày.
Lớp Tench được trang bị mười ống phóng ngư lôi 21 in (530 mm), gồm sáu ống trước mũi và bốn ống phía đuôi tàu, và mang theo tổng cộng 28 quả ngư lôi. Vũ khí trên boong tàu gồm một hải pháo 5 inch/25 caliber, một khẩu pháo phòng không Bofors 40 mm nòng đơn và một khẩu đội Oerlikon 20 mm nòng đôi, kèm theo hai súng máy .50 caliber.

### Chế tạo
Spinax được đặt lườn tại Xưởng hải quân Portsmouth ở  Kittery, Maine vào ngày 14 tháng 5, 1945. Nó được hạ thủy vào ngày 25 tháng 11, 1945, được đỡ đầu bởi bà Tom C. Clark, và được cho nhập biên chế cùng Hải quân Hoa Kỳ vào ngày 20 tháng 9, 1946 dưới quyền chỉ huy của Hạm trưởng, Trung tá Hải quân A. R. Faust.

## Lịch sử hoạt động

### 1946 - 1950
Spinax chuyển đến Căn cứ Tàu ngầm Hải quân tại New London, Connecticut vào ngày 15 tháng 11, 1946, rồi lên đường vào ngày 15 tháng 12 cho hoạt động chạy thử máy tại vùng biển Caribe, kéo dài cho đến ngày 28 tháng 1, 1947. Nó quay trở lại New London và hoạt động tại chỗ cho đến tháng 11, khi nó tham gia cuộc tập trận hạm đội ở phía Bắc vòng Bắc Cực gần Labrador, Canada. Con tàu được xếp lại lớp như một tàu ngầm cột mốc radar với ký hiệu lườn mới SSR-489 từ ngày 20 tháng 1, 1948. Sau các hoạt động tại vùng biển Caribe vào đầu năm 1948, nó đi vào Xưởng hải quân Portsmouth trong tháng 5 để đại tu, kéo dài cho đến cuối tháng 10. Ngoài việc lắp đặt bổ sung các thiết bị radar và thông tin liên lạc, bất hoạt hai trong số các ống phóng phía mũi đồng thời trang bị hệ thống ống hơi, các ống phóng ngư lôi phía đuôi tàu được tháo dỡ để cải biến thành một trung tâm thông tin tác chiến. Khi rời xưởng tàu, nó có tính năng hoạt động tương đượng một tàu khu trục cột mốc radar.

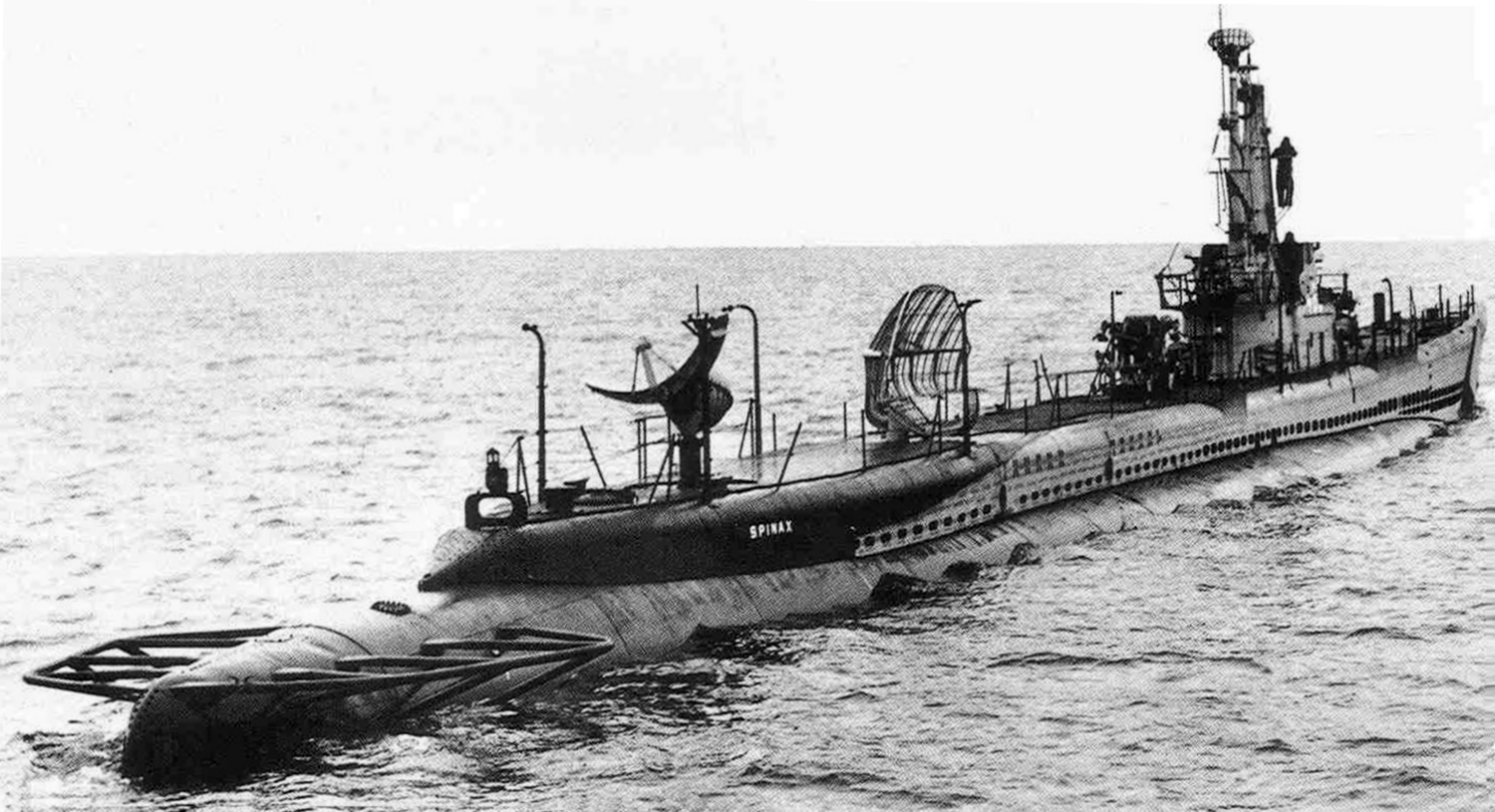
USS Spinax sau khi cải biến thành một tàu ngầm cột mốc radar, năm 1947.

Spinax được phái sang hoạt động tại vùng biển Địa Trung Hải từ ngày 3 tháng 1 đến ngày 3 tháng 3, 1949, trở thành đơn vị tàu ngầm đầu tiên sau Thế chiến II của Đệ Lục hạm đội. Khi quay trở về New London, nó được điều về Hải đội Tàu ngầm 6 đặt căn cứ tại Norfolk, Virginia, trở thành tàu ngầm đầu tiên hoạt động từ căn cứ này sau Thế Chiến I. Nó lại được phái sang phục vụ cùng Đệ Lục hạm đội tại vùng biển Địa Trung Hải từ ngày 6 tháng 1 đến ngày 23 tháng 5, 1950. Sau khi quay trở lại Norfolk, con tàu được điều động sang vùng bờ Tây từ ngày 12 tháng 6.

### 1950 - 1960
Sau khi đi đến San Diego, California vào ngày 29 tháng 6, Spinax tiếp tục hướng lên phía Bắc, đi vào Xưởng hải quân San Francisco để được đại tu. Nó thực hiện một chuyến đi sang Trân Châu Cảng từ ngày 17 tháng 8 đến ngày 16 tháng 10, 1951 trước khi quay trở lại San Diego, rồi gia nhập Đội tàu ngầm 53 từ ngày 1 tháng 1, 1952 để tiếp tục các hoạt động thuấn luyện và thực hành thường lệ. Spinax lại được đại tu tại Xưởng hải quân Mare Island từ tháng 4 cho đến đầu tháng 8, rồi quay trở lại căn cứ San Diego vào ngày 7 tháng 8, 1952.
Spinax tiếp tục hoạt động từ căn cứ San Diego cho đến ngày 1 tháng 11, 1954, khi nó lên đường hướng sang Viễn Đông. Hoạt động cùng Đệ Thất hạm đội, nó đã viếng thăm Philippines, Hong Kong, Đài Loan và Nhật Bản trước khi quay trở về San Diego vào ngày 7 tháng 5, 1955. Một đợt đại tu khác tại Xưởng hải quân Mare Island kéo dài từ tháng 6 cho đến tháng 10, 1956, à sau đó con tàu huấn luyện ôn tập tại khu vực San Diego. Nó lại được phái sang phục vụ tại khu vực Tây Thái Bình Dương từ ngày 4 tháng 1 đến ngày 1 tháng 7, 1957, và thêm một đợt khác từ ngày 3 tháng 7 đến ngày 16 tháng 12, 1958.
Được nhấn mạnh trong vai trò chống tàu ngầm, Spinax trải qua đợt cải biến Ống hơi Hạm đội tại Xưởng hải quân Mare Island từ ngày 13 tháng 4, đến ngày 11 tháng 9, 1959. Mọi radar ngoại trừ radar trinh sát và radar điều khiển hỏa lực được tháo dỡ, và thiết bị liên lạc được rút gọn như một tàu ngầm thông thường; trung tâm thông tin tác chiến được cải biến thành phòng nghỉ thủy thủ đoàn. Con tàu nhận được những thiết bị sonar và điều khiển hỏa lực mới, cùng những cải tiến cho lườn tàu. Nó quay trở lại ký hiệu lườn cũ SS-489 từ ngày 15 tháng 8, 1959. Sau khi công việc cải biến hoàn tất, con tàu tiến hành huấn luyện ôn tập và hoạt động tại chỗ cho đến đầu năm 1960.

### 1960 - 1969
Spinax xuất phát từ San Diego vào ngày 3 tháng 5, 1960 cho một lượt phục vụ cùng Đệ Thất hạm đội tại khu vực Tây Thái Bình Dương, vốn kéo dài cho đến ngày 3 tháng 11, khi nó quay trở về cảng nhà. Trong gần một thập niên tiếp theo, chiếc tàu ngầm hoạt động thường lệ tại vùng bờ Tây, xen kẻ với các đợt đại tu trong xưởng tàu, ngoại trừ bốn lượt được biệt phái sang phục vụ cùng Đệ Thất hạm đội tại Viễn Đông: 27 tháng 6 đến ngày 17 tháng 12, 1962; từ ngày 18 tháng 8, 1965 đến ngày 15 tháng 3, 1966; từ ngày 6 tháng 1 đến ngày 25 tháng 6, 1967; và từ tháng 2 đến ngày 13 tháng 8, 1969. Nó quay trở về Xưởng hải quân Mare Island sau chuyến đi cuối cùng.
Sau khi được xếp lại lớp như một tàu ngầm phụ trợ với ký hiệu lườn AGSS-489 từ ngày 30 tháng 6, 1969, Spinax được xem là không còn phù hợp để tiếp tục phục vụ vào tháng 9, 1969. Nó được cho xuất biên chế đồng thời rút tên khỏi danh sách Đăng bạ Hải quân Hoa Kỳ vào ngày 11 tháng 10, 1969. Con tàu cuối cùng bị bán cho hãng Zidell Explorations, Inc.
để tháo dỡ vào ngày 13 tháng 6, 1972.